# کم‌خونی پرنیشیوز
کم‌خونی بدخیم یا کم‌خونی پرنیسیوز یا کم‌خونی پرنیشیوس (Pernicious anemia) نوعی کم‌خونی مگالوبلاستیک است که علت آن یک واکنش اتوایمیون (دستگاه دفاعی بدن علیه سلول‌های خودی) علیه سلول‌های دیوارهٔ معده (پاریتال) است. سلول‌های دیوارهٔ معده فاکتورداخلی را ترشح می‌کنند که برای جذب ویتامین B۱۲ غذا وجود آن ضروری است؛ بنابراین، تخریب سلول‌های دیواره (ورم و التهاب طولانی مدت و کاهش سلول های اصلی دیواره معده) سببِ نبودِ فاکتور داخلی و در نتیجه جذب ناچیز ویتامینB۱۲ می‌شود.
در واقع دو نوع[ آنتی بادی ] در این بیماری نقش ایفا می‌کنند. اولین آنتی بادی علیه سلول های پریتال معده که اسید معده ترشح می‌کنند(این آنتی بادی ها تا ۹۰ درصد در سرم افراد مبتلا یافت می‌شوند، هم چنین در ۱۶درصد خانم های بالای ۶۰ سال)
آنتی بادی بعدی آنتی بادی علیه فاکتور داخلی IFاست 
که منجر به بلوکه شدن این فاکتور و عدم اتصال آن به ویتامین [ B12 ]می‌شود 
آنتی بادی دوم در تشخیص این آنمی ارزیابی و بررسی می‌شود، این آنتی بادی ۵۰ تا ۷۰ درصد مواقع در سرم دیدا می‌شود و نسبت به آنتی بادی اول کمتر در سرم یافت می‌شود اما جنبه تشخیصی تری داری. این آنتی بادی علاوه بر سرم در محتویات شیره معده نیز دیده می‌شود و عدم مشاهدهٔ آن در سرم دلیل بر عدم ابتلای فرد به آنمی پرنیشیوز نیست.

## بیماری‌زایی
پس از اختلال در جذب ویتامین، ابتدا بیمار از ذخایر کبدی استفاده می‌کند. پس از اتمام ذخایر کبدی، کمبود ویتامینB۱۲، که یک جزء ضروری در تولید گلبول قرمز است، به کم‌خونی مگالوبلاستیک منجر می‌شود. بیمار، همزمان ممکن است مشکلات عصبی مانند گزگز اندام نیز داشته‌باشد. درمان با ویتامینB۱۲ به‌صورت تزریقی است.